# رمدی انترتینمنت
رمدی انترتینمنت اوئی (به انگلیسی: Remedy Entertainment Oyj) یک شرکت خصوصی توسعه‌دهنده و فناوری بازی‌های ویدئویی فنلاندی است. این شرکت برای ساخت مجموعه بازی‌هایی از قبیل آلن ویک و مکس پین شناخته شده‌است.

## بازی‌های ساخته شده
| بازی‌ها                  | سکوها                                               | سال  |
| ----------------------- | --------------------------------------------------- | ---- |
| رالی مرگ                | ام‌اس-داس                                            | ۱۹۹۶ |
| مکس پین                 | مایکروسافت ویندوز                                   | ۲۰۰۱ |
| مکس پین ۲: سقوط مکس پین | مایکروسافت ویندوز                                   | ۲۰۰۳ |
| آلن ویک                 | ایکس‌باکس ۳۶۰، مایکروسافت ویندوز                     | ۲۰۱۰ |
| رالی مرگ (بازسازی)      | آی‌اواس، اندروید، مایکروسافت ویندوز                  | ۲۰۱۱ |
| کابوس آمریکایی آلن ویک  | ایکس‌باکس لایو آرکید، مایکروسافت ویندوز              | ۲۰۱۲ |
| مأموران طوفان           | آی‌اواس                                              | ۲۰۱۴ |
| کوآنتوم برک             | ایکس‌باکس وان                                        | ۲۰۱۶ |
| کنترل (بازی ویدئویی)    | مایکروسافت ویندوز،پلی استیشن4،ایکس باکس وان         | ۲۰۱۹ |
| کراس‌فایر ایکس           | ایکس باکس سری اس/ایکس                               | ۲۰۲۲ |
| آلن ویک ۲               | مایکروسافت ویندوز،پلی‌استیشن ۵،ایکس باکس سری اس/ایکس | ۲۰۲۳ |
| مکس پین ۱و۲(بازسازی)    | مایکروسافت ویندوز،پلی استیشن ۵،ایکس‌باکس سری اس/ایکس | TBA  |